# Suboficial mayor
Suboficial mayor es el empleo de grado superior de la escala de suboficiales en las fuerzas armadas de aquellos Estados que lo han incluido en su escalafón militar.
En el ámbito de los países que forman parte de la OTAN, al grado de suboficial mayor le corresponde el código OR-9 según la norma STANAG 2116 que estandariza los grados del personal militar.

## España

Distintivo de suboficial mayor del Ejército de Tierra.

En el ejército español, este empleo fue creado, dentro de la categoría de suboficiales superiores, por el artículo 10 d) de la Ley 17/1989, de 19 de julio, Reguladora del Régimen del Personal Militar Profesional.  Se asciende por el sistema de elección entre los subtenientes que hayan superado el curso de capacitación, de siete semanas de duración. La Junta de evaluación correspondiente selecciona con carácter previo a quienes van a realizar el curso en función de su historial militar. Su rango se encuentra por encima del subteniente y por debajo del alférez o del alférez cadete, primer empleo de oficial de complemento y de los oficiales reservistas, así como empleo también de carácter académico de los aspirantes a oficial, quien ya tiene consideración de oficial. Su divisa es 1 estrella de 5 puntas con 2 ángulos encima de la estrella con bordes (ribetes) rojos (Tierra)/verdes (Aire).
Según el artículo 2 de la Orden Ministerial 131/1995 de 10 de octubre, por la que se establecen las normas reguladoras del empleo y funciones del suboficial mayor, sus cometidos, dependiendo del nivel orgánico en que esté destinado, y siempre en relación con los suboficiales y personal de tropa y marinería, son los siguientes:
- Apoyar y asesorar al mando de la Fuerza y jefaturas de los órganos de apoyo a la Fuerza.
- Apoyar y asesorar en el desarrollo de actividades de carácter técnico.
- Apoyar y asesorar en la gestión de personal.
- Participar, dentro de las jefaturas de estudios, en la programación y desarrollo de los cursos de formación y perfeccionamiento de su competencia.
- Impartir enseñanza en materias de su competencia o especialidad.

En términos generales, puede decirse que el suboficial mayor se ha convertido en «un inestimable colaborador del jefe de la Unidad, de quien depende, recogiendo las inquietudes de los suboficiales y el personal de tropa».
Su equivalencia según el código OTAN es OR-10.

Divisa de suboficial mayor del Ejército de Tierra.
Divisa de suboficial mayor de la Armada.
Divisa de suboficial mayor de la Infantería de Marina.
Divisa de suboficial mayor del Ejército del Aire y del Espacio.
Divisa de suboficial mayor de la Guardia Civil.

## Chile
Las Fuerzas Armadas y de Orden asignan el grado de suboficial mayor al personal de nombramiento institucional que posee la mayor antigüedad en el servicio y que haya cumplido con todos los requisitos exigidos. Para ascender a este grado los funcionarios deben cumplir los 30 años de servicio efectivo en cada institución y reunir los requisitos institucionales y legales. Toda su vestimenta y uniformes corresponden a los utilizados por los oficiales subalternos, cambiando su gorra y ubicación de los galones y rango institucional, considerándoles trato de oficiales, pero permaneciendo en el escalafón de tropa o gente de mar.
En provincias y zonas rurales, muchas veces representan la autoridad local (jefe de tenencia). El suboficial mayor tiene como principal misión ser el intermediario entre las jefaturas (oficiales) y el personal subalterno (suboficiales) aportando con su experiencia, el conocimiento y procederes para desarrollar una adecuada labor institucional.
El suboficial con al menos cuatro años en el grado puede ascender a suboficial mayor.[cita requerida] En la Armada, es el mayor grado que puede aspirar el personal de Gente de Mar, que hace una carrera regular. Quien lo adquiere, posee excepcionales virtudes militares y personales y ha sido seleccionado rigurosamente entre muchos postulantes. Usa el galón en la bocamanga. Durante su primer año en el grado debe efectuar el curso de condestable mayor, que lo capacita para desempeñarse el resto del tiempo como condestable mayor o en ayudantías de segundas comandancias y jefaturas. En el caso del Ejército, el suboficial mayor puede pasar por 3 escalones: suboficial mayor de unidad, suboficial mayor de comando o la más alta, y que solo uno ocupa, que es suboficial mayor de Ejército.
| Rango            | Ejército de Chile | Armada de Chile  | Fuerza Aérea de Chile | Carabineros de Chile | Gendarmería de Chile |
| ---------------- | ----------------- | ---------------- | --------------------- | -------------------- | -------------------- |
| Suboficial mayor | Suboficial mayor  | Suboficial mayor | Suboficial mayor      | Suboficial mayor     | Suboficial mayor     |
|                  |                   |                  |                       |                      |                      |